# デジタルアート

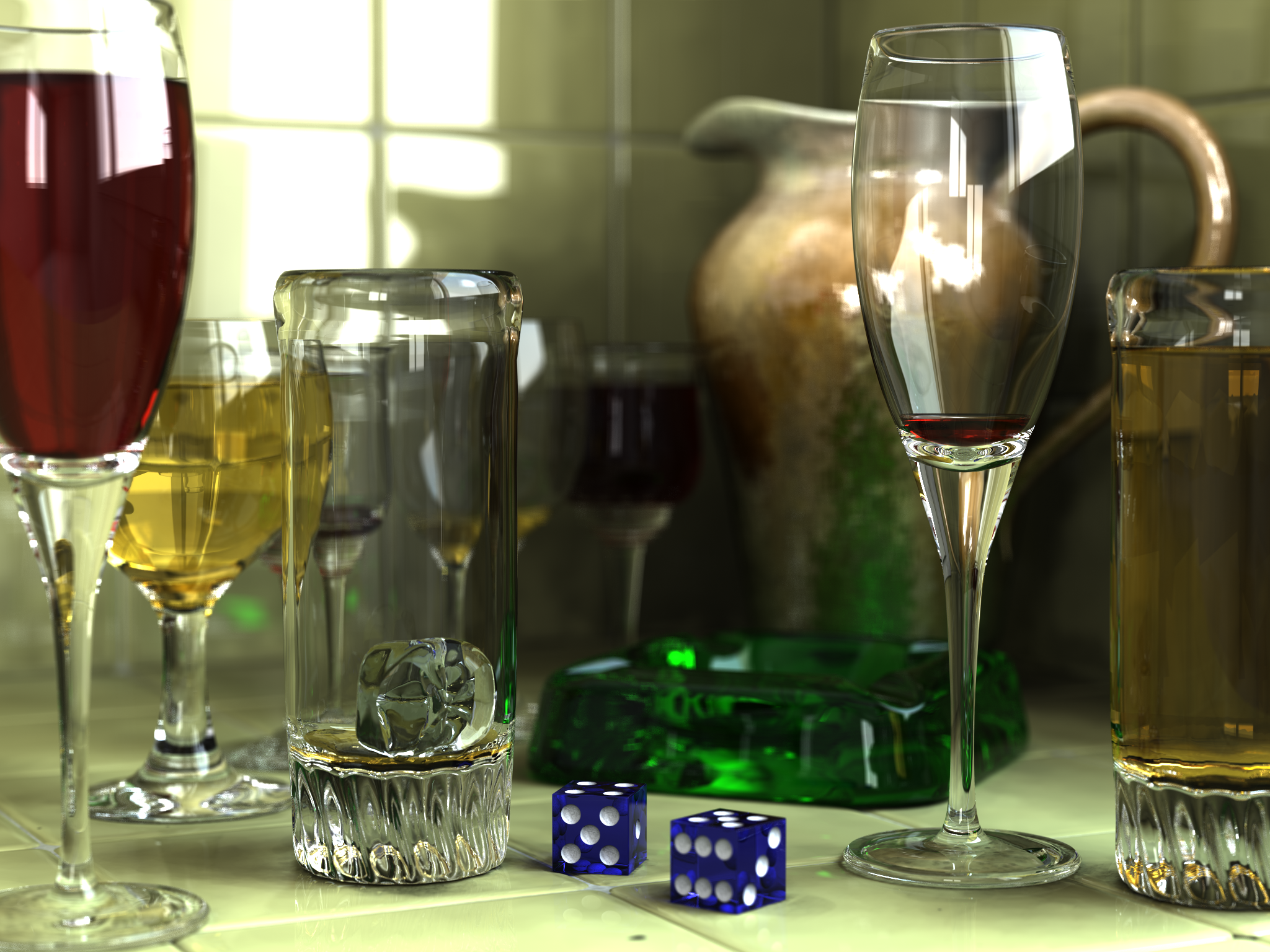
Gilles Tran が POV-Ray 3.6 を使って作成したコンピュータ生成画像。グラス、灰皿、水差しは Rhino でモデル化され、サイコロは Cinema 4D でモデル化されている。

デジタルアート（Digital art）は、デジタルコンピュータを使って芸術作品を作ること。デジタル芸術、デジ絵などと呼ばれることもある。

## 概要
デジタルアートには、完全にコンピュータで生成するもの（フラクタルを使ったものなど）から、写真を取り込むなどして元の素材を用意したもの、マウスやペンタブレットを使ってベクトル画像ソフトウェアで描いたものなどが含まれる。また技術的には、それ以外の作品でも、何らかの計算処理（コンピュータプログラムやマイクロコントローラを内蔵した機器など）によって修正を施したものをデジタルアートに含むのが一般的である。テキストや画像や音声をコンピュータに取り込み素材として利用することはあるが、出版の際の色調整や印字、デジタルカメラでの撮影、遠隔地での鑑賞のための通信などの為にコンピュータに取り込まれた物はデジタルアートとは呼ばない。

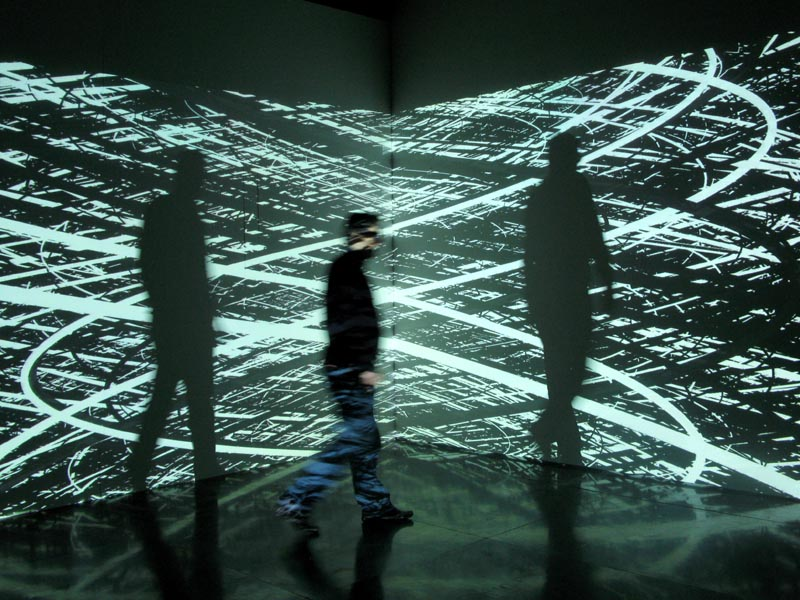
パスカル・ドンビスインスタレーション作品『Irrationnal Geometrics』(2008)

展示する場合は、印刷や画面出力、音声出力などの形でアナログに変換され、鑑賞される。
フォトレタッチ・ソフトウェアが広く使われるようになり、本来の画像からは想像もできないくらい高度に修正された芸術的画像ライブラリが生まれた。電子的な筆、フィルター、拡大器を使って、従来の写真技術では考えられなかった画像が生み出されている。さらに、上述の技法を駆使して、取り込んだ絵やコラージュやリトグラフを組み合わせて処理することもできる。他にも様々な素材やプログラムを使って作品を生み出す。
三次元グラフィックスは、幾何学図形や多角形やスプライン曲線などで複雑なイメージを設計し、そこから三次元のリアルな画像を生み出す。映画、テレビ、印刷物などで使われている。そのためのソフトウェアは数多く存在する。
技術の進歩により、アートの世界にもオープンソース運動のような流れが起きつつある。例えばクリエイティブ・コモンズでは、多数の人間がアートのプロジェクトに参加することを可能にする。
各マスメディアは多量のデジタルアートを広告に使い、映画ではSFXのために多数のコンピュータが使われている。DTPは出版業界に大きな影響を与えたが、特にグラフィックデザインにおけるデジタルアートの影響が大きい。
それにも関わらず、芸術界におけるデジタルアートの評価はまだ低い。この理由として、コンピュータが作った作品であるという誤った印象と、いくらでも繰り返し作成できるという印象が影響していると考えられる。
コンピュータは音楽（特に電子音楽）制作にも使われている。音源を作ったりアレンジする場合にコンピュータは力を発揮する。過去30年間の間に電子音楽が受け入れられていった経緯と同じ道をデジタルアートも辿る可能性もある。

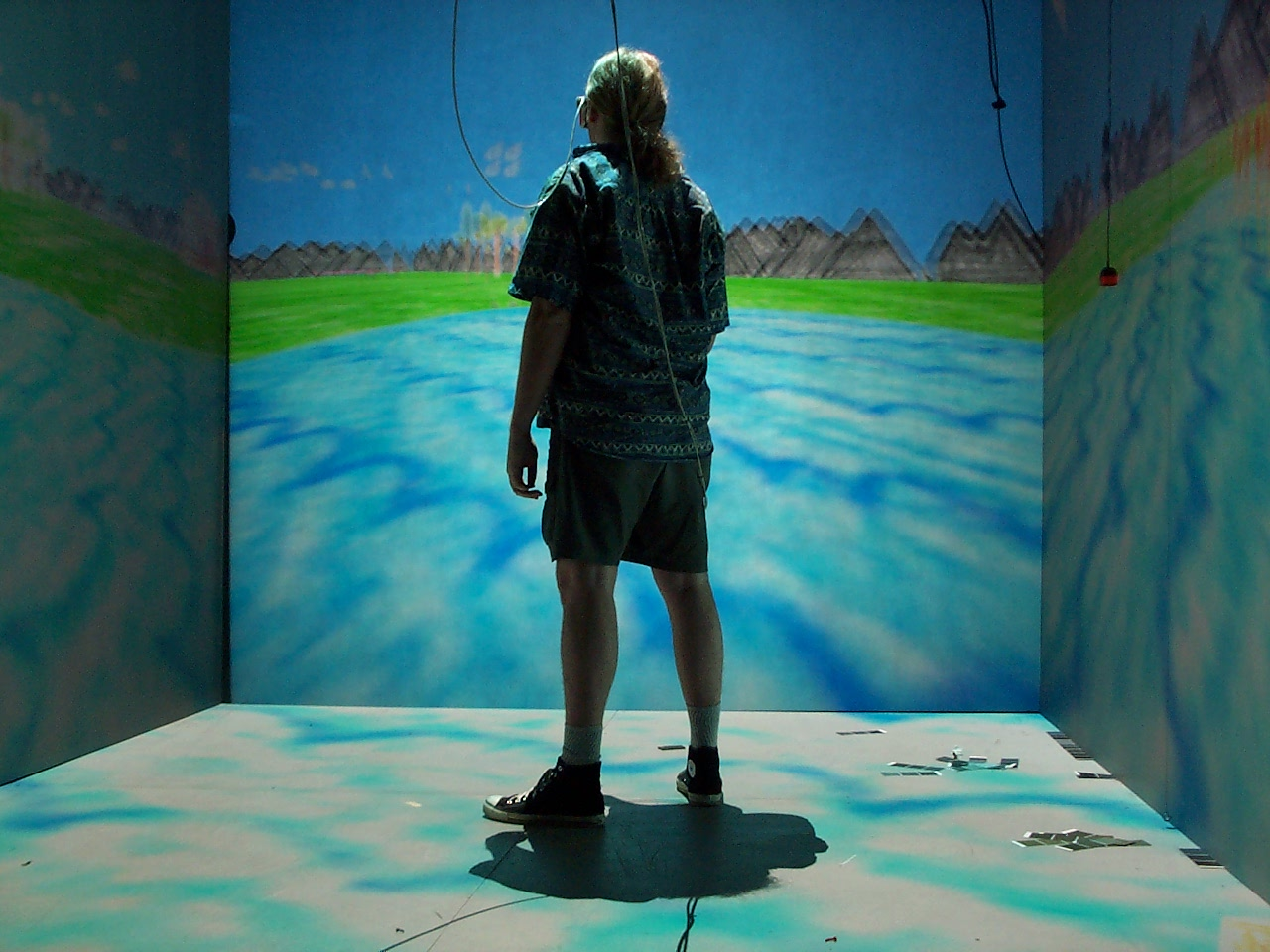
イリノイ大学開発の没入型デジタル環境のCave automatic virtual environment

我々は既にデジタル技術が特別なものでないポストデジタル時代にいるとする説もある。デジタルツールはアート作成においてその重要性を増している。ロイアスコットは乾いたデジタルメディアと湿った生物的システムの融合による「moistmedia」こそが21世紀のアートであるとした。

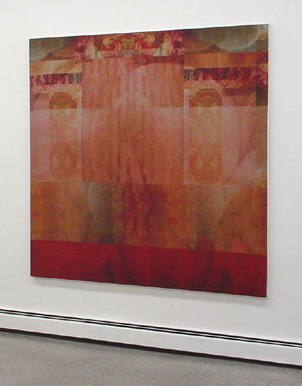
ジョゼフ・ネクヴァタル「birth Of the viractual 2001」

デジタル写真とデジタル印刷は既に美術館やギャラリーでも広く受け入れられている。デジタルアートは画像だけでなく、ロボットによるイラストレーション、ネットワーク上のアート、ソフトウェアのアートなどに広がっている。デジタルアートを収集する美術館も増えてきた。
デジタルアートは理論上は劣化無しで複製可能り、希少性については紙に描いた絵画や銀塩写真のネガフィルムなどと比較し劣るとされる。希少性の担保や所有権の証明として非代替性トークンという技術が開発されている。

## 先駆者
- ヘルベルト・W・フランケ
- ローレンス・ガルテル（英語版）
- ジョン・ランズダウン（英語版）
- マンフレッド・モール（英語版）
- フリーダ・ナーケ（英語版）

## 分野

### コンピュータによる生成
アーティストの作成したモデルを基にしてコンピュータ上で画像を生成する。
例えば、映画はコンピュータで生成したグラフィックスを多用しており、これを業界ではComputer Generated Imagery(CGI)と呼ぶ。1990年代から2000年代初期にかけて、CGI の品質は十分なものとなり、リアルな三次元コンピュータアニメーションを作成できるようになった。『ファントム・メナス』はコンピュータグラフィックスを多用していることで有名である。
貧乏な芸術家にとって、安いコンピュータとソフトウェアは、油絵具やイーゼル、カンバスよりも魅力的な面もある。
コンピュータ生成画像には2種類のパラダイムがある。最も簡素なものは2次元コンピュータグラフィックスであり、ペンや紙を使って絵を描くことに対応する。しかし、この場合の画像はコンピュータのディスプレイ上にあり、絵を描くのに使う道具はタブレットやマウスである。ディスプレイ上に生成される絵は鉛筆描き風にも筆描き風にもできる。
次の種類は3次元コンピュータグラフィックスであり、この場合のディスプレイは仮想環境への窓となって、そこに配置した物体をコンピュータが撮影したように見える。もちろん最終的な画像は2次元であり、それを2次元用のソフトウェアで加工することもできる。一般に内部形式は、2次元コンピュータグラフィックスはラスター画像であり、3次元コンピュータグラフィックスはベクトル画像である。
第3の種類として、2次元や3次元のアートを完全にコンピュータプログラムのアルゴリズムで生成するパラダイムがある。この種のアートはコンピュータ無しでは創造できない。
- ジェネレーティブアート
- フラクタルアート

### イラストレーション
ベクター系ツール（Adobe Illustratorなど）を使って作品を作る。
- デジタルイラストレーション (漫画等の作画に仕用される)

### 写真/映画関連
カメラを使って撮影し、場合によってはそれを編集・改変する。
- デジタル写真
- SFX
- デジタル・イメージング・テクニシャン
- フォトレタッチ
- Rephotography（英）

### 絵画
デジタルでない絵画と同様の手法や、デジタル毒の手法で作品を作ること。ソフトウェアによるブラシ（筆）、パレットナイフ、カンバスに加え、ソフトウェアの様々なツールをコンピュータ上で操作して作品を作る（デジタル絵画）。

### ゲーム関連
コンピュータゲームやビデオゲーム関連のアート。
- ゲームデザイン
- デモシーン
- コンピュータ・アートシーン（英語版）
- ドット絵
- マシニマ

### その他
視覚的なデジタルアートの他にもデジタルアートは存在する。
- ソフトウェアアート
- 電子音楽
- アルゴリズムアート（英語版）